# Chaim Chalef
Chaim Chalef (ur. 1921 w Grodnie, zm. ok. 1979 w Jerozolimie w Izraelu) – polski artysta malarz pochodzenia żydowskiego.

## Życiorys
Urodził się w rodzinie Barucha i Elki Chalefów, jego ojciec był rytualnym rzeźnikiem przygotowującym koszerne mięso i wędliny, a także snycerzem. Pochodził z rodziny artystów, którzy m.in. stworzyli płaskorzeźby w Wielkiej Synagodze w Białymstoku. Od dzieciństwa wykazywał talent plastyczny, mając szesnaście lat po raz pierwszy wystawił swoje prace na dwóch wystawach w Białymstoku. W 1937 poślubił Jaffę Waynick, której rodzina pochodziła z Leeds, para zamieszkała w Białymstoku w domu przy ulicy Jurowieckiej 5. Po wybuchu II wojny światowej Chaim Chalef walczył podczas kampanii wrześniowej, aresztowany przez hitlerowców został uwięziony w obozie przejściowym w Lublinie przy ulicy Lipowej, a następnie uwięziony w obozie Auschwitz-Birkenau. Po dwóch latach Jaffa przekonana, że mąż zginął wyjechała do Kowna, gdzie ponownie wyszła za mąż i urodziła syna, któremu nadała imię Chaim, na cześć pierwszego męża. Chaim w obozie poznał kobietę, z którą miał syna Beniamina, oboje nie przeżyli warunków obozowych. Chalefa uratował talent plastyczny, tworzył rytowane portrety hitlerowców, którzy wysyłali je bliskim. Jako zapłatę otrzymywał żywność, równocześnie planował ucieczkę, która miała miejsce pod koniec 1941. Po ucieczce dołączył do grupy partyzanckiej Judyty Nowogrodzkiej, a w 1942 przedostał się do Białegostoku. Powierzono mu zadanie do agitowania Żydów do ucieczki z getta i przyłączania się do partyzantów ukrywających się pod Supraślem. Uznając wojskowe doświadczenie mianowano go zastępcą komendanta Szymona Datnera. Po zakończeniu działań wojennych Chaim Chalef wyjechał do Lublina, gdzie poszukiwał swojej żony. Znalazł ją przez przypadek, była wdową, razem wyjechali do obozu przejściowego w Rzymie. Przez trzy lata pracował jako nauczyciel plastyki w organizacji żydowskich uchodźców, w 1948 wyemigrowali do Australii. Początkowo mieszkali w East Brunswick, a następnie w Elwood. Na początku lat 70. razem z żoną przenieśli się do Jerozolimy, gdzie mieszkał ich syn Abe.